# Peter Schubert (Bühnenbildner)
Peter Schubert (* 1959 in Leinefelde) ist Bühnen- und Kostümbildner und Professor für Bühnen- und Kostümbild an der Kunsthochschule Berlin-Weißensee.

## Biografie
Peter Schubert studierte von 1982 bis 1987 Bühnen- und Kostümbild an der Kunsthochschule Berlin-Weißensee und schloss sein Studium mit einem Diplom ab. Während seines Studiums fand seine erste Theaterarbeit mit Frank Castorf in Jena statt.
Seit 1987 ist er als freischaffender Bühnen- und Kostümbildner an verschiedenen Theatern im In- und Ausland tätig. So unter anderem:
- mit Frank Castorf am Deutschen Theater Berlin, an der Volksbühne Berlin und am Schauspiel Hamburg
- mit Ruth Berghaus an der Staatsoper Berlin, der Freien Volksbühne Berlin, dem Thalia Theater Hamburg, der Oper Graz, dem Schauspiel Bonn, der Semperoper Dresden und der Staatsoper Stuttgart
- mit Thomas Langhoff am Deutschen Theater Berlin, am Maxim Gorki Theater Berlin, der Volksoper Wien, dem Berliner Ensemble, dem Residenztheater München und dem Burgtheater Wien
- mit Claus Peymann und Adolf Dresen am Burgtheater Wien
- mit Armin Petras an der Volksbühne Berlin und dem Schauspiel Hannover
- mit Sebastian Hartmann an der Volksbühne Berlin, dem Schauspiel Basel und dem Burgtheater Wien
- mit Sebastian Baumgarten an der Oper Mainz und dem Schauspiel Stuttgart

Peter Schubert arbeitete als Regisseur am Schauspiel Graz, der Oper Nürnberg und dem Theater Potsdam. Er gestaltete zahlreiche Theaterplakate, unter anderem für die Spielzeit 91/92 am Schauspiel Bonn und für die Spielzeit 92/93 am Schauspiel Dresden.
Von 2006 bis 2009 war Peter Schubert Lehrbeauftragter für Bühnenbild/Kostüm an der Hochschule für Schauspielkunst „Ernst Busch“ in Berlin. Seit 1998 ist er Professor für Bühnen- und Kostümbild an der weißensee kunsthochschule berlin.

## Preise
- 1995 Goldmedaille Prager Quadriennale für den Gruppenbeitrag der Bundesrepublik Deutschland mit Robert Ebeling, Frank Hänig, Hartmut Meyer
- 1990 und 1993 Bühnenbildner des Jahres der Zeitschrift „Theater heute“